# The Cars That Ate Paris
The Cars That Ate Paris és una pel·lícula de comèdia de terror australiana de 1974, produïda pels germans bessons Hal i Jim McElroy i dirigida per Peter Weir. Va ser el seu primer llargmetratge, i també estava basat en una història original que havia escrit. Rodada majoritàriament a la ciutat rural de Sofala (Nova Gal·les del Sud), la pel·lícula està ambientada a la ciutat fictícia de París en la qual la majoria dels habitants semblen estar directament, o indirectament, implicats en treure profit dels resultats dels accidents de cotxe.

## Argument
La pel·lícula comença amb una parella urbana conduint pel camp en el que sembla un anunci de cinema. L'escena s'atura amb un accident mortal. La ciutat rural australiana de París organitza accidents mortals per als visitants que hi circulen. La gent del poble recull articles de l'equipatge dels passatgers morts mentre els supervivents són traslladats a l'hospital local on se'ls fa lobotomies amb eines elèctriques i es guarden com a "vegetals" per a experiments mèdics per al cirurgià més famós de la vila. Els joves de la ciutat rescaten i modifiquen els vehicles destrossats en una varietat de cotxes d'aspecte estrany dissenyats per a la destrucció.
L'Arthur Waldo (Terry Camilleri) i el seu germà gran, George Waldo (Rick Scully), condueixen per París amb la seva caravana on es troben amb un accident que mata en George. Arthur és salvat i cuidat per l'alcalde de París, Len Kelly (John Meillon), qui convida a Arthur quedar-se a casa seva com un més de la seva família; les seves dues petites filles han estat "adoptades" després de quedar òrfenes en accidents de motor a la localitat.
Arthur intenta sortir de París sense èxit, però a causa d'un incident anterior on va ser exonerat d'homicidi involuntari per atropellament a un vianant ancià, ha perdut la confiança a l'hora de conduir i sembla que no hi ha cap transport públic. L'alcalde Len dona a Arthur una feina a l'hospital local com a ordenador mèdic. Sota l'idíl·lic paradís rural de París hi ha una disputa entre els joves de la ciutat que viuen pels seus vehicles modificats amb els quals terroritzen la ciutat i la generació més gran. Quan un dels hoon danya la propietat de l'alcalde i trenca una estàtua d'un aborigen australià, els homes grans de la ciutat cremen el cotxe del conductor culpable mentre se'l reten.
L'alcalde nomena Arthur com a inspector d'aparcament de la ciutat amb braçal i la jaqueta sahariana de l'exèrcit que irrita encara més els joves. La situació arriba al seu punt d'ebullició la nit del Ball anual dels Pioners de la ciutat, que és una festa de disfresses. El que estava previst per ser una "gimcana de cotxes" pels joves es converteix en un assalt a la ciutat on ambdós bàndols s'ataquen mútuament i matant alguns residents. L'Arthur recupera la confiança de conduir quan condueix repetidament el cotxe de l'alcalde al seu antic supervisor d'ordres de l'hospital, que és un dels hoons. La pel·lícula es tanca amb Arthur i els altres residents de la ciutat, sortint de París a la nit.

## Repartiment
- John Meillon com a alcalde Len Kelly
- Terry Camilleri com Arthur Waldo
- Chris Haywood com a Darryl
- Bruce Spence com a Charlie
- Kevin Miles com el Dr. Midland
- Rick Scully com a George Waldo
- Max Gillies com a Metcalfe
- Peter Armstrong com a Gorman
- Joe Burrow com a Ganger
- Deryck Barnes com Al Smedley
- Edward Howell com a Tringham
- Jack Ellerton com a Bevedor fixa
- Max Phipps com el reverend Mulray
- Melissa Jaffer com a Beth

## Producció
Peter Weir va tenir la idea de fer la pel·lícula mentre conduïa per Europa, on els senyals de trànsit a les principals carreteres franceses el van desviar cap al que ell considerava pobles estranys. Originalment va començar com una comèdia que protagonitzaria Grahame Bond, però més tard va renunciar. Piers Davies i Keith Gow també hi van intervenir. Després va portar la pel·lícula als germans McElroy, que havien treballat prèviament en una gran varietat de posicions en una sèrie de pel·lícules. La major part del pressupost prové de la Australian Film Development Corporation amb fons addicionals de Royce Smeal Film Productions a Sydney. El rodatge va començar l'octubre de 1973, principalment a Sofala (Nova Gal·les del Sud).

## Llançament
Els productors van intentar, sense èxit, negociar un llançament estatunidenc de la pel·lícula amb Roger Corman després que es va mostrar amb gran èxit al Festival Internacional de Cinema de Canes. Poc després Corman va reclutar Paul Bartel per dirigir la seva La cursa de la mort; Bartel no havia vist The Cars That Ate Paris però era conscient que Corman tenia una impressió de la pel·lícula.
La pel·lícula va lluitar per trobar un públic a Austràlia, canviant de distribuïdor i utilitzant campanyes publicitàries que la presentaven alternativament com una pel·lícula de terror i una pel·lícula d'art. No obstant això, s'ha convertit en una pel·lícula de culte. L'any 1980, s'havien retornat 112.500 dòlars als productors. Va rebre una estrena nord-americana el 1976 per New Line Cinema  sota el títol The Cars That Eat People amb la narració afegifs i altres canvis.
El 1992, va ser adaptada com a obra de teatre musical per Chamber Made Opera.

## Recepció
El juliol de 2021 la pel·lícula tenia una puntuació del 60% "Fresca" a Rotten Tomatoes de 15 ressenyes.